# Єлизавета Австрійська (1922—1993)
Єлизаве́та Австрі́йська (повне ім'я: Єлизавета Шарлотта Альфонса Крістіна Терезія Антонія Йозефа Роберта Оттонія Франциска Ізабелла Пія Маркус д'Авіано; 31 травня 1922, Мадрид, Іспанія — 6 січня 1993, Вальдштайн, Австрія) — наймолодша дитина в родині останнього австро-угорського імператора Карла I Габсбурга та Зіти Бурбон-Пармської.

## Життєпис

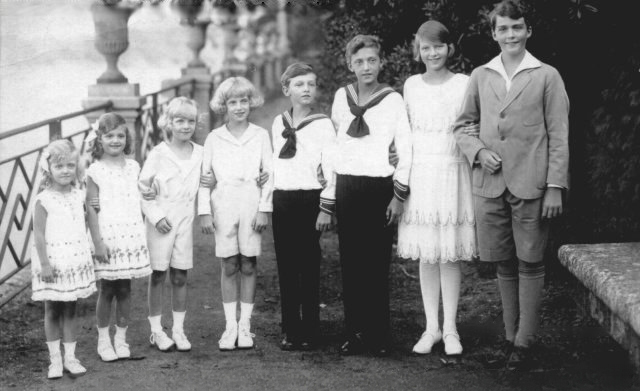
Діти Карла I та Зіти Бурбон-Пармської. Єлизавета Австрійська перша зліва. Фотографія близько 1926 року

Єлизавета народилася 31 травня 1922 року. За два місяці до того, 1 квітня, на острові Мадейра, де у вигнанні перебувала родина Габсбургів, помер батько Єлизавети — колишній імператор Карл I. Після цього король Іспанії Альфонсо XIII запросив вагітну Зіту Бурбон-Пармську, матір Єлизавети, проживати в Іспанії. Вона народила Єлизавету в палаці Ель-Пардо в Мадриді. Новонароджену дівчинку назвали на честь імператриці Єлизавети Баварської — дружини імператора Франца Йосифа I. Такий вибір зробив її батько — імператор Карл.
Після переїзду в Іспанію родина Габсбургів проживала в палаці Урібаррен в місті Лекейтіо на узбережжі Біскайської затоки. 1929 року вони переїхали до Бельгії, а 1940, після нацистського вторгнення, — до Канади, де оселилися в місті Квебек. Там Єлизавета навчалася в університеті Лаваля.
12 вересня 1949 року Єлизавета в муніципалітеті Ліньєр у Франції одружилася з принцом Генріхом Карлом Ліхтенштейнським — сином принца Альфреда Романа Ліхтенштейнського та принцеси Терезії Марії Еттінгенської, що також був двоюрідним братом тодішнього ліхтенштейнського князя Франца Йосифа II. У шлюбі народилося п'ятеро дітей:
- Вінценц Карл Альфред Марія Міхаель[en], принц фон унд цу Ліхтенштейн (30 липня 1950 — 14 січня 2008);
- Міхаель Карл Альфред Марія Фелікс Моріц, принц фон унд цу Ліхтенштейн (нар. 10 жовтня 1951);
- Шарлотта Марія Бенедикта Елеонора Адельгейд, принцеса фон унд цу Ліхтенштейн (нар. 3 липня 1953);
- Крістоф Карл Альфред Марія Міхаель Гуґо Ігнатій, принц фон унд цу Ліхтенштейн (нар. 11 квітня 1956);
- Карл Марія Альфред Міхаель Георг, принц фон унд цу Ліхтенштейн (нар. 31 серпня 1957).

Ерцгерцогиня Єлизавета померла 6 січня 1993 року та була похована на кладовищі Фрідгоф-Ібельбах в муніципалітеті Ібельбах в Австрії.